# Dịch lý
Dịch lý là một bộ môn mô tả, diễn nghĩa một lý lẽ, một lý thuyết hay một Nguyên lý, là lý lẽ về sự Biến đổi, Biến hóa, Biến động của Vũ Trụ Vạn Vật và cũng là Lý Lẽ của sự Cấu Tạo Hóa Thành Vũ Trụ.
Dịch lý là khái niệm mô tả sự biến đổi rộng lớn với hàm ý hiểu thông suốt và xuyên suốt như 1 Đại sự hiển nhiên sẽ xảy ra ở khoảng không địa lý tại thời điểm nhất định nào đó đến sự nhất định xảy ra tại tương lai gần hay xa

## Lý dịch nguyên thủy
Lý Dịch Nguyên Thủy Là những Ý Lý ẩn tàng khi chiêm ngắm các Đồ hình vô tự (không có chữ, ví dụ Thái cực đồ)  được cổ nhân lưu truyền lại mà có được hiểu được Chính Lý của Tiền nhân, tất cả các Đồ hình đều chỉ là những hình vẽ, những ký hiệu, chúng không hề có những chú thích bằng ký tự của một loại văn tự nào, vì thế người ta nói đó là những Đồ hình hài thanh tượng ý để suy Lý. Những Hình Đồ này không biết đã có tự bao giờ và để giải thích nguồn gốc người ta đã huyền thoại hóa hay thần thánh hóa. Hy vọng với Khoa khảo cổ con người sẽ tìm được thời điểm xuất hiện và một cổ tự đầu tiên diễn tả Lý dịch nguyên thủy này.

## Lý dịch trong văn minh dịch lý của các dân tộc
Một số nhà nghiên cứu cho rằng Kinh dịch không thực sự là của Trung quốc. Theo Ông Hondanariyouki, một nhà nghiên cứu người Nhật nhận xét: " Ở Chu dịch, các từ thoán tượng đều lấy tên từ các loại muông thú phương nam (chim hồng). Thêm vào đó, ở Chu dịch có "phi long"; "tiềm long" càng khiến cho người ta cảm thấy Chu dịch là trước tác của người nước Sở viết ra, và ra đời sau khi Trung quốc đã mở đường giao thông về phía nam Kinh Sở".
Nói về các tộc người đã từng sinh sống trên đất Trung Hoa, Theo trang WEB republicachina thì trên đất Trung Hoa thời xa xưa đã có họ Suiren (Toại Nhân), sau đó họ You Chao (Hữu sào) đã thay thế họ Toại nhân, tiếp nữa là họ Fuxi (Phục Hy) và đến Nuwa (Nữ oa) đã thay thế họ Hữu sào, sau cùng là họ Shennong (Thần nông) đã thay thế họ Phục Hy. Theo truyền thuyết cũng như thuyết quái truyện của Kinh Dịch thì họ Toại nhân đã phát minh ra "lửa"; họ Phục Hy đã phát minh ra "cái lưới" và chữ viết dưới dạng "thắt nút kết thằng" (chữ khoa đẩu ?) để ghi việc, đã biết trồng trọt chăn nuôi; họ Thần Nông phát minh ra "cái cày", mở chợ lập làng, tìm ra cây thuốc. Đó chính là Tam Hoàng. Ngoài ra không thấy đề cập đến Hữu Sào đã phát minh ra những gì.
Gần đây khảo cổ học đã khai quật được một dụng cụ làm ra lửa ở Chiết Giang có niên đại cách đây hơn 8000 năm, cho thấy rằng họ Toại Nhân là người Hòa Bình ở di chỉ Hemudu ở bờ nam sông Trường Giang có lẽ đã di cư lên phía Bắc đến di chỉ Dawenkou ở Sơn Đông khoảng 4300 TCN khi vùng này bị ngập mặn do nước biển dâng. Họ Toại Nhân đã bị họ Hữu Sào, tổ tiên của người Hàn Quốc đến thay thế vào khoảng 3898 TCN. Họ Hữu sào lại bị họ Fuxi, có lẽ là tổ tiên của tộc Khương cũng được gọi là Viêm Đế từ phía Tây đến thay thế. Khảo sát kỹ có thể thấy được ngoài họ Khương ra Tộc Khương còn có họ Phù, những cái tên có liên quan như Phù sai (Fu chai), Phù Nam, v.v. Phục Hy và Nữ Oa được cho là hai anh em do đó có thể Tộc Khương sau khi đến Trung Hoa đã kết lại với nhóm tiền Đông Nam Á để phát triển nông nghiệp. Ở Việt Nam có câu ví: bà Nữ Oa bằng ba mẫu ruộng. Như vậy cũng không tìm thấy hay chứng minh được ai là người đã vẽ ra các Đồ Hình Dịch Lý Vô Tự.

## Lý dịch trong Kinh Dịch Trung hoa
Người Trung Hoa gán nguồn gốc của thuyết Âm Dương Bát quái cho Phục Hi, Phục Hi thấy long mã hiện lên ở sông Hoàng Hà, trên lưng có bức đồ hình, rồi thấy rùa thần hiện ở sông Lạc, trên lưng cũng có trang chữ. Phục Hi dựa vào đó vẽ lại thành Hà đồ Lạc thư, rồi ngửa đầu xem tượng trời, cúi xuống xem thế đất, mà vẽ nên Bát quái. Hơn 1 nghìn năm sau, Văn vương nhà Chu chồng quẻ và viết lời giải thích cho từng quẻ, tổng cộng 64 câu, gọi là Thoán Từ, nhưng ý nghĩa quá thâm sâu. Em của Văn vương là Chu Công giải thích 384 hào, gọi là Hào từ. Thoán từ và Hào từ là kinh điển, về sau còn có Thập dực và Thoán truyện nói rõ hơn nữa ý nghĩa. Thập dực có thuyết nói là của Khổng tử, nhưng có lẽ Khổng tử chỉ nghiên cứu san định chứ không viết gì thêm, Thập dực do đời sau viết ra.
Hà đồ Lạc thư cũng không ai biết, các thuyết cũng khác nhau, chẳng hạn cho Lạc thư là do vua Vũ trị thủy mới thấy. Hình vẽ các chấm đen trắng như ngày nay vẫn thường thấy là do Khổng An Quốc (cháu 12 đời của Khổng Tử) đưa ra vào khoảng năm 140-186. Từ đó mà hình thành lên thuyết Âm Dương bát quái là điều không hợp lý mà là sự ngược lại: từ thuyết Âm Dương, kết hợp với tư duy số học để vẽ nên hai bức của Khổng An Quốc thì hữu lý hơn.
Tóm lại dựa vào các truyền thuyết trên làm cơ sở cho Lý lẽ của Dịch học mà Chu Công, Chu Văn Vương đã viết lời cho các Đồ hình vô tự và kế đến Khổng Tử san định sắp xếp lại mà thành Bộ Kinh Dịch Trung Hoa ngày nay.

## Lý dịch trong dịch lý Việt Nam
Từ thập niên 60, nhiều nhà nghiên cứu Việt Nam như GS Lương Kim Định, GS Hà Văn Tấn,... đã phát triển Dịch lý Việt Nam và coi đó như "sản phẩm sáng tạo của nền văn hiến Âu Lạc". 
- Thời Thượng cổ: GS Hà Văn Tấn đã chứng minh rằng văn hóa Đông Sơn là sự tiếp tục phát triển lên từ một chuỗi các văn hóa Tiền-Đông Sơn, mới được các nhà khảo cổ học Việt Nam khám phá [2]. Trước văn hóa Đông Sơn là văn hóa Gò Mun. Trước văn hóa Gò Mun là văn hóa Đồng Đậu. Trước văn hóa Đồng Đậu là văn hóa Phùng Nguyên. Ông kết luận "trống đồng là một sáng tạo tuyệt vời và độc đáo của chủ nhân văn hóa Đông Sơn. Trống đồng đánh dấu một giai đoạn nở rộ của văn minh Sông Hồng. Một bước nhảy vọt đã được thực hiện trong đời sống vật chất và tinh thần của tổ tiên người Việt. (...) Trống đồng ra đời là kết quả của một quá trình phát triển lâu dài của nhiều yếu tố vật chất và tinh thần đã cấu thành nền văn minh Sông Hồng."[cần dẫn nguồn] Một số người khác cũng cho rằng trống đồng Đông Sơn, Lũng Cú...mang nhiều hình ảnh và ý nghĩa của Lý dịch[3].
- Theo Lê Văn Ngữ, một Nho sĩ cuối đời nhà Nguyễn[4] thì ông đã dám phê bình Chu Hi và các Nho gia từ bao đời trước. Tuy nhiên ông thận trọng không tấn công các thánh hiền Trung Quốc và giáo huấn của các ngài, mà ông chỉ chê trách các Nho sĩ sau này đã làm hỏng đi cái học chân nguyên của Nho giáo.
- Theo thạc sĩ Trần Mạnh Linh, Trung tâm nghiên cứu và Phát triển Kinh dịch (thuộc Hội Nghiên cứu Khoa học Đông Nam Á Việt Nam): Kinh Dịch đã du nhập vào VN từ lâu lắm rồi[5]. Nhiều nhà nghiên cứu còn cho rằng từ những năm ngay sau Công nguyên, ở VN đã manh nha xuất hiện bộ môn này. Dịch học nêu lên những quy luật phát triển và biến hóa của vạn vật. Nội dung Kinh dịch rất phong phú, phạm vi đề cập rất rộng, gồm cả khoa học tự nhiên và khoa học xã hội. Kinh Dịch cũng là khởi nguồn của khoa học thông tin. Hàng ngàn năm qua, Kinh Dịch tồn tại và được khẳng định như một phần cơ bản của văn hóa phương Đông. Từ hơn 40 năm nay, Tổ chức UNESCO đã công nhận và đưa ra thành ngành Dịch học. Từ nhiều năm nay, những người ham mê nghiên cứu Kinh Dịch vẫn thường tập hợp trong một số Câu lạc bộ (CLB) như Hội dịch học (thuộc Hiệp hội UNESCO Hà Nội) hay CLB Thăng Long... Trên cơ sở hơn 200 hội viên của Hội dịch học, tổ chức lại thành trung tâm này với hy vọng hướng tới những nghiên cứu cặn kẽ hơn. Từ mục đích nghiên cứu, sẽ mở rộng sang những hoạt động khác như tổ chức hội thảo về Kinh dịch, giao lưu học hỏi với các tổ chức Dịch học ngoài nước, tìm kiếm những ứng dụng của Dịch học vào thực tế cũng như mở lớp đào tạo mang tính phổ cập. Ứng dụng, đưa Kinh Dịch vào đời sống có hiệu quả. Hiện chưa cơ sở đào tạo chuyên sâu nhưng một số trường Đại học của Việt Nam cũng đã sử dụng một phần nội dung của Dịch học trong khâu giảng dạy. Chẳng hạn, Trường ĐH Kinh tế quốc dân Hà Nội dành 45 tiết học về Kinh Dịch trong phần chiến lược về nhân sự và lý thuyết quản trị kinh doanh (Mai hoa dịch số - PV). Còn trường Đại học kiến trúc cũng có một số tiết học, giúp sinh viên làm quen với các khái niệm về thuật phong thủy, địa lý... trong Dịch học. Hiện nay, Kinh dịch đã được đưa vào chương trình đào tạo từ thạc sĩ triết học trở lên rồi.
- Theo Hội dịch lý Việt Nam thành lập năm 1965 tại Sài Gòn, Hội này đã đưa ra một Lý thuyết Lý Dịch dành choDịch lý Việt Nam khác hẳn với Lý Dịch Trung Hoa và hoàn toàn độc lập, hoàn toàn do người Việt sáng tạo ra sau khi Đạt Lý nhờ Chiêm nghiện những Hình Đồ Vô Tự và đã viết ra những Bộ Sách như: Văn minh dịch lý Việt Nam, Thiên nhiên xã hội học, Việt Nam dịch lý khai nguyên, Dịch y đạo, Việt dịch chính tông v.v.

## Kết luận
Nói chung đa số các nhà nghiên cứu phương Tây sử dụng Kinh dịch của Trung Quốc; chấp nhận Huyền thoại Long Mã, Truyền thuyết Mu Rùa, chấp nhận Lý Dịch ngắn gọn "Vũ trụ khởi từ Thái cực Thái cực sinh Lưỡng Nghi, Lưỡng Nghi sinh tứ tượng Bát quái, Bát quái sinh 64 Tượng" không thắc mắc tại sao có Thái cực, có Lưỡng Nghi v.v. Để Bói toán,  Lưu trữ ngày 18 tháng 12 năm 2008 tại Wayback Machine, để Lý giải Phong thủy; để thực nghiệm Châm cứu; áp dụng vào Toán học, Điện tử v.v. Ngoài ra còn phát triển Kinh dịch thêm bằng nhiều cách nhìn của Tây Phương  Lưu trữ ngày 20 tháng 9 năm 2009 tại Wayback Machine như Kinh Dịch với Hệ Binary  Lưu trữ ngày 27 tháng 8 năm 2008 tại Wayback Machine, Kinh Dịch với DNA  Lưu trữ ngày 30 tháng 12 năm 2008 tại Wayback Machine, Kinh Dịch với Kabbalah một Triết học cổ thời Đế quốc Babylon  Lưu trữ ngày 10 tháng 6 năm 2008 tại Wayback Machine, v.v.